# Monodelphis arlindoi
Monodelphis arlindoi és una espècie de didelfimorf de la família dels opòssums (Didelphidae). Viu a Guyana i l'estat de Pará (Brasil). Té una llargada de cap a gropa de 133 mm (femelles) i 149 mm (mascles). La cua fa una mica més de la meitat de la llargada de cap a gropa. Com que fou descoberta fa poc, l'estat de conservació d'aquesta espècie encara no ha estat avaluat formalment.